# Pehtjärvi
Pehtjärvi är en sjö i Finland. Den ligger i Letala stad i landskapet Egentliga Finland, i den sydvästra delen av landet, 180 km väster om huvudstaden Helsingfors. Pehtjärvi ligger 32,8 meter över havet. Arean är 56,8 hektar och strandlinjen är 5,67 kilometer lång. Sjön  ingår i Skärgårdshavets kustområde, Åland.   I omgivningarna runt Pehtjärvi växer i huvudsak barrskog.